# 10 jours sans maman
10 jours sans maman è un film del 2020 diretto da Ludovic Bernard, remake della commedia argentina Mamá se fue de viaje (2017).

## Trama
Antoine Mercier, responsabile delle risorse umane di un negozio di bricolage, è sposato e ha quattro figli. Sua moglie Isabelle ha studiato giurisprudenza, ma ora è una casalinga. A un barbecue con la sorella maggiore Audrey, si rende conto che non è stata in vacanza senza marito e figli per molto tempo. Da anni si occupa della casa, mentre Antoine va al lavoro. Una sera, Isabelle annuncia ad Antoine e ai suoi figli che andrà a Mykonos con sua sorella per 10 giorni.